# Jumbilla (distrito)
Jumbilla é um distrito peruano localizado na Província de Bongará, departamento Amazonas. Sua capital é a cidade de Jumbilla.

## Transporte
O distrito de Jumbilla é servido pela seguinte rodovia:
- AM-106, que liga o distrito deMolinopampa à cidade de Florida [2][3][4]